# Xanthotis
A Xanthotis a madarak osztályának verébalakúak (Passeriformes) rendjébe és a mézevőfélék (Meliphagidae) családjába tartozó nem.

## Rendszerezésük
A nemet Heinrich Gottlieb Ludwig Reichenbach német botanikus és ornitológus írta le 1852-ben, az alábbi 3 vagy 4 faj tartozik ide:
- rigómézevő (Xanthotis polygrammus)
- sapkás mézevő (Xanthotis macleayana)
- okkersárgamellű mézevő (Xanthotis flaviventer)
- aranyszemű mézevő vagy kandavu-szigeti mézevő (Xanthotis provocator[2] vagy Foulehaio provocator)[1]